# جيفري ستيل
جيفري ستيل (بالإنجليزية: Jeffrey Steele)‏ هو مغن مؤلف أمريكي، ولد في 27 أغسطس 1961 في بربانك في الولايات المتحدة.

## وصلات خارجية
- جيفري ستيل على موقع IMDb (الإنجليزية)
- جيفري ستيل على موقع IMDb (الإنجليزية)
- جيفري ستيل على موقع ميوزك برينز (الإنجليزية)
- جيفري ستيل على موقع أول ميوزيك (الإنجليزية)
- جيفري ستيل على موقع ديسكوغز (الإنجليزية)